# Амурский железнодорожник
Амурский железнодорожник — дорожная газета Амурской железной дороги, издавалась с 1936 по 1959 год.

## История
Газета являлась органом Управления, Политотдела и Дорпрофсожа Амурской железной дороги, и распространялась на территории Читинской области (ныне Забайкальского края), Амурской области и Еврейской автономной области. Издательство газеты находилось в городе Свободном Амурской области, где и находилось управление Амурской дороги.
Границы Амурской железной дороги с 1936 по 1940 годы были: станция Ксеньевская (Читинская обл.) на западе, и станция Архара (Амурская обл.) на востоке; с 1940 по 1959 годы восточная граница Амурской дороги протянулась до станции Ин (ЕАО).
Первый номер газеты вышел в советский "День печати" - 5 мая 1936 года, из статей, опубликованных на страницах издания, амурчане узнали о «беспримерном в истории железнодорожного транспорта рейсе эстафетного поезда Сковородино – Москва» - в этом рейсе поезд был проведён по маршруту в 7,5 тысячи километров одним паровозом, с высокой скоростью без захода в депо, без единой аварии и без единой отцепки.
Последний номер газеты вышел в 20 июня 1959 года, перед выходом приказа МПС СССР от 14.07.1959 года об упразднении Амурской железной дороги, и передачи её большей части (Ксеньевская - Архара) в состав Забайкальской, и определенного участка (Архара - Ин) в состав Дальневосточной железной дороги.
Таким образом газета "Амурский железнодорожник" издавалась до тех пор, пока не слились в единое целое Забайкальская и Амурская дороги. 
С июля 1959 года железнодорожники Приамурья стали читателями газеты «Забайкальская магистраль». Можно сказать, что и газеты слились в одну. Что-то из традиций, выработанных журналистским коллективом «Амурского железнодорожника», при объединении дорог, вероятно, взяла на вооружение, развивая их, и «Забайкальская магистраль».